# Boleslav II. Mazovski
Boleslav II. Mazovski ali Boleslav II. Ploški (poljsko Bolesław II mazowiecki/płocki) je bil poljski vojvoda iz dinastije Pjastov, ki je bil od leta 1262 do 1275 skupaj z bratom vojvoda Mazovije, po letu 1275 samostojen vojvoda Plocka, po letu 1294 vladar Mazovije in v letih 1288-1289 vojvoda Krakova in Sandomierza. Leta 1288 in 1289 je bil dvakrat veliki vojvoda Poljske, * 1253/1258, † 20. april 1313.

## Življenje

### Zgodnja leta
Bil je mlajši sin Sjemovita I. Mazovskega in ruske princese Perejaslave, ki je bila po mnenju nekaterih zgodovinarjev hči kneza Daniela Hališkega in po mnenju drugih  njegova daljna sorodnica. Rojen je bil okoli 1253-1258.
O prvih letih njegovega življenja je znano samo to, da leta 1262 ni sodeloval v obleganju Jazdówa in bitki pri Jazdówu, v kateri je bil oče ubit, brat Konrad II. pa ujet.  Po očetovi smrti je bil premlad za samostojnega vladarja, zato sta v njegovem imenu do leta 1264 kot regenta vladala njegova mati Perejaslava in očetov zaveznik, velikopoljski vojvoda Boleslav Pobožni. Leta 1264 je bil njegov brat Konrad II. osvobojen in je po vrnitvi prevzel oblast.

### Vojvoda Plocka
Ko je Boleslav II. leta 1275 postal polnoleten, je od brata zahteval svoj  delež očetove dediščine. Prejel je zahodni del Mazovije s prestolnico v Plocku, vendar s tem ni bil zadovoljen. Sledil je dolgotrajen spor z bratom, v katerem je brez oklevanja prosil za pomoč morilce svojega očeta, Litovce. Zavezništvo med njim in Litvo se je okrepilo leta 1279, ko se je poročil z Gaudemundo, hčerko velikega kneza Traidenisa, ki je pri krstu prevzela ime Sofija.
Drugi zaveznik Boleslava II. je bil njegov bratranec Vladislav I. Komolec, ki je bil tedaj kujavski vojvoda. Vojna med Boleslavom II. in Konradom II. v drugi polovici 1270. in prvi polovici 1280. let ni koristila nobeni strani. Povzročila je le uničenje v obširnih delih Mazovije.

### Smrt Leška II. Črnega in borba za Krakov in Sandomierz
30. septembra 1288 je Lešek II. Črni umrl brez otrok. Del lokalnega plemstva, na čelu s krakovskim škofom Pavlom iz Przemankowa in družino Topór je podprl nasledstvo Boleslava II.
Boleslav ni bil  edini kandidat za vladarka Seniorata. Pravico do Seniorata je zahteval tudi Henrik IV. Pravi, vojvoda Vroclava. Sprva se je zdelo, da Boleslav II. obvladuje Malopoljsko, saj so njegove čete leta 1288 zavzele Krakov in Sandomierz,  vendar so ga kasneje istega leta iz Krakova izgnale čete Henrika IV. Pravega, ki si je pridobil odločilno naklonjenost kaštelana Medveda Sulka, ki mu je odprl vrata gradu Wawel. Po tej zmagi se je Henrik IV. vrnil v Vroclav. Boleslav II. se je uspel obdržati v Sandomierzu. 
V začetku februarja 1289 je koalicija pjastovskih vojvod, v kateri so bili Henrik III.  Glogovski, Przemko šcinavski in Bolko I. Opolski, organizirala pohod na Krakov, da bi utrdila oblast Henrika IV. Boleslav II., ki je še vedno želel povrniti Krakov, je organiziral koalicijo z Vladislavom I. Kratkim in Kazimirjem II. Lečiškim. Nepričakovano je dobil tudi podporo svojega brata Konrada II. in vojakov Kijevske Rusije. 26. februarja je prišlo do krvave bitke pri Siewierzu, ki se je končala s porazom zaveznikov Henrika IV. in Boleslavovo zasedbo Krakova poleti 1289.  Sandomierz je kmalu zatem dal bratu Konradu II. v zameno za njegovo vojaško podporo. To dejanje je povzročilo ogorčenje med malopoljskim plemstvom, ki je bilo navajeno, da v Sandomierzu vlada krakovski vojvoda. Plemstvo Boleslava II. ni priznalo za svojega vladarja in za novega krakovskega vojvodo razglasilo Vladislava I. Kratkega. Boleslav II. se je iz neznanih razlogov brez boja umaknil v Płock. Avgusta 1289 je Vladislava I. Kratkega iz Krakova izgnal  Henrik IV. Pravi in postal novi vladar Krakova in Sandomierza.
Edina pozitivna stran tega boja za krakovski prestol je bila Boleslavova sprava z bratom Konradom II.

### Zedinjenje Mazovije in zadnja leta
Boleslavova prva žena Sofija je leta 1288 umrla. Njegov drugi zakon je bil, tako kot prvi, sklenjen iz političnih razlogov. Izbrana nevesta je bila princesa Kunigunda, sestra češkega kralja Venčeslava II. Poroka je bila v prvi polovici leta 1291. Zahvaljujoč tej zvezi je češki kralj nevtraliziral zahteve plockega vojvode nad Senioratom, še posebej potem, ko je leta 1291 osvojil Krakov. Svoj položaj je želel okrepiti tudi Boleslav II. in se ni obotavljal leta 1292 pomagati svojemu svaku v vojni proti Vladislavu I. Kratkemu.
Zavezništvo med Mazovijo in Češko ni trajalo prav dolgo. Leta 1294 je Konrad II. umrl brez moških potomcev in Boleslav II. je postal edini vladar celotne Mazovije. Ker se je počutil dovolj močnejšega, je prekinil odnose s Češkim kraljestvom in ponovno vzpostavil odnose z Vladislavom I. Kratkim.
Leta 1295 je Przemisl II. postal poljski kralj. Naslednje leto je Boleslav II.  po atentatu na kralja  podprl Vladislava I. v njegovi kratki vojni proti Henriku III. Glogovskemu za nasledstvo v Velikopoljski.
Sovražna politika do Češkega kraljestva je Venčeslava II. prisilila, da je napadel Mazovijo. Boleslav II. kljub obleganju in uničenju Plocka ni spremenil svoje politične usmeritve, kar dokazujeta njegova zavrnitev priznanja Venčeslava II. za poljskega kralja leta 1300 in zavrnitev žene Kunigunde, ki je bila leta 1302 poslana nazaj v Prago.
V zgodnjem 14. stoletju je Boleslav II. ustanovil trdnjavo Varšavo in prispeval k njenemu razvoju v škodo bližnjega Čerska.
Po letu 1305 Boleslav II. ni bil več politično dejaven. Prvi naslednji podatki o njem so iz leta 1310, ko je svojima najstarejšima sinovoma podelil ločeni okrožji. Sjemovit  II. je prejel Varšavo, Trojden I. pa Czersk. Leta 1311 Borzislav postal njegov kancler.
Boleslav II. je umrl 20. aprila 1313 v  Višgorodu. Pokopan je bil v stolnici v Plocku.

## Zakonski zvezi in otroci
Boleslav II. se je leta 1279 poročil z Gaudemundo, leta 1288 krščeno za Sofijo, hčerko velikega litovskega kneza Traidenisa. Z njo je imel tri otroke:
- Sjemovita II. (1283 – 18. februar 1345),
- Trojdena I. (1284/1286 – 13. marec 1341) in
- Ano ? (okoli  1288 – po 1329), poročeno z Vladislavom Legniškim.

Leta 1291 se je poročil s Kunigundo, hčerko kralja Otokarja II. Češkega in sestro kralja Venčeslava II. Leta 1302 sta se ločila. Ona je bila poslana nazaj v Prago, kjer je postala nuna. Z njo je imel dva otroka:
- Evfrozino (1292/1294 – po  26. decembru 1327),[8] poročeno z Vladislavom Oświęcimskim, in
- Venčeslava (1293/1297 – 23. maj 1336). [8]